# Angel (Fifth Harmony)
Angel è un brano musicale del gruppo musicale statunitense Fifth Harmony, pubblicato il 10 agosto 2017 come primo singolo promozionale estratto dal terzo album in studio eponimo.

## Descrizione
Ottava traccia dell'album, Angel è stato descritto come un brano trap con influenze hip hop.

## Video musicale
Il video, diretto da David Camarena, è stato reso disponibile l'11 agosto 2017.

## Tracce
Testi e musiche di Sonny John Moore e Jason Boyd.
1. Angel – 3:09

## Formazione
Musicisti
- Fifth Harmony – voci
- Poo Bear – cori

Produzione
- Skrillex – produzione
- Poo Bear – produzione, produzione vocale
- Sasha Sirota – registrazione
- Josh Gudwin – missaggio
- Michelle Mancini – mastering

## Classifiche
| Classifica (2017) | Posizione massima |
| ----------------- | ----------------- |
| Filippine         | 100               |
| Portogallo        | 94                |
| Stati Uniti       | 112               |